# Swanage
Swanage är en stad och civil parish  i Dorset i England. Orten har 9 601 invånare (2011). Byn nämndes i Domedagsboken (Domesday Book) år 1086, och kallades då Sonwic/Sonwich/Swanwic.